# Leghe di titanio
Le leghe di titanio sono leghe che contengono una miscela di titanio e altri elementi chimici. Tali leghe hanno un'altissima resistenza alla trazione e tenacità (anche a temperature estreme). Sono leggere, hanno una straordinaria resistenza alla corrosione e la capacità di resistere alle temperature estreme. Tuttavia, l'alto costo sia delle materie prime che della lavorazione limita il loro uso ad applicazioni militari, aeromobili, veicoli spaziali, biciclette, dispositivi medici, gioielli, alcune attrezzature sportive, elettronica di consumo di alta qualità e componenti altamente sollecitati come bielle su auto sportive costose.
Sebbene il titanio "commercialmente puro" abbia proprietà meccaniche accettabili ed è stato utilizzato per impianti ortopedici e dentali, per la maggior parte delle applicazioni il titanio è legato con piccole quantità di alluminio e vanadio, in genere rispettivamente il 6% e il 4% in peso. Questa miscela ha una solubilità solida che varia drasticamente con la temperatura, permettendole di subire un rafforzamento delle precipitazioni. Questo trattamento termico viene eseguito dopo che la lega è stata lavorata nella sua forma finale ma prima di essere messa in funzione, consentendo una fabbricazione molto più semplice di un prodotto ad alta resistenza.

## Categorie
Le leghe del titanio vengono generalmente classificate in quattro categorie principali:
- Le leghe α, che contengono solo elementi leganti neutri (come stagno) o stabilizzanti alfa (come alluminio o ossigeno). Questi non sono trattabili termicamente. Gli esempi includono:[2]Ti-5Al-2Sn-ELI, Ti-8Al-1Mo-1V.
- Le leghe quasi α contengono piccole quantità di fase β duttile. Oltre agli stabilizzanti in fase α, le leghe quasi α sono legate con l'1–2% di stabilizzanti in fase β come molibdeno, silicio o vanadio. Gli esempi includono:[2] Ti-6Al-2Sn-4Zr-2Mo, Ti-5Al-5Sn-2Zr-2Mo, IMI 685, Ti 1100.
- Le leghe α e β, che sono metastabili e generalmente includono una combinazione di stabilizzanti sia α che β, e che possono essere trattate termicamente. Gli esempi includono:[2]Ti-6Al-4V, Ti-6Al-4V-ELI, Ti-6Al-6V-2Sn, Ti-6Al-7Nb.
- Le leghe β e quasi β, che sono metastabili e che contengono sufficienti stabilizzanti β (come molibdeno, silicio e vanadio) per consentire loro di mantenere la fase β quando temprati, e che possono anche essere trattati in soluzione e invecchiati per migliorarne la resistenza. Gli esempi includono:[2] Ti-10V-2Fe-3Al, Ti – 29Nb – 13Ta – 4.6Zr,[3] Ti-13V-11Cr-3Al, Ti-8Mo-8V-2Fe-3Al, Beta C, Ti-15 -3.

## Leghe di titanio β
Le leghe di titanio β presentano la forma allotropica CCC di titanio (chiamata β). Gli elementi utilizzati in questa lega sono uno o più dei seguenti elementi in quantità variabili: molibdeno, vanadio, niobio, tantalio, zirconio, manganese, ferro, cromo, cobalto, nichel e rame.
Le leghe di titanio hanno un'eccellente lavorabilità e possono essere facilmente saldate.
Il titanio β è oggi ampiamente utilizzato nel campo ortodontico ed è stato adottato per l'ortodonzia negli anni '80. Questo tipo di lega ha sostituito l'acciaio inossidabile per alcuni usi, dato che questo domina l'ortodonzia dagli anni '60. il rapporto resistenza / modulo di elasticità è quasi il doppio di quello dell'acciaio inossidabile austenitico 18-8, subisce una maggiore deformazione elastica nelle molle e una forza ridotta per unità di spostamento, 2,2 volte inferiore a quella degli apparecchi in acciaio inossidabile.

## Temperatura di transizione
La struttura cristallina del titanio a temperatura e pressione ambiente è una fase α esagonale compatto con un rapporto c/a di 1,587. A circa 890 °C, il titanio subisce una trasformazione allotropica in una fase β cubica centrata sul corpo che rimane stabile alla temperatura di fusione.
Alcuni elementi di lega, chiamati stabilizzanti α, aumentano la temperatura di transizione α-β (in una lega di titanio o titanio, la temperatura di transizione da alfa a beta è la temperatura al di sopra della quale la fase beta diventa termodinamicamente favorevole.), mentre altri (stabilizzanti β) abbassano la temperatura di transizione. Alluminio, gallio, germanio, carbonio, ossigeno e azoto sono stabilizzanti α. Molibdeno, vanadio, tantalio, niobio, manganese, ferro, cromo, cobalto, nichel, rame e silicio sono stabilizzanti β.

## Proprietà
Generalmente, la fase β del titanio è quella più duttile, mentre la fase α è più forte ma meno duttile, a causa del maggior numero di piani di scorrimento nella struttura CCC della fase β rispetto alla fase α EC. Il titanio bifasico α-β ha proprietà meccaniche intermedie.
Il biossido di titanio si dissolve nel metallo ad alte temperature e la sua formazione è molto energica. Questi due fattori implicano che tutto il titanio, tranne quello più accuratamente purificato, ha una quantità significativa di ossigeno disciolto e che quindi può essere considerato una lega Ti-O. I precipitati di ossido offrono una certa resistenza (come discusso in precedenza), ma non sono molto sensibili al trattamento termico e possono ridurre sostanzialmente la tenacità della lega.
Molte leghe contengono anche titanio come additivo minore, ma poiché le leghe sono generalmente classificate in base a quale elemento costituisce la maggior parte del materiale, di solito non sono considerate "leghe di titanio" in quanto tali. I gradi commerciali (purezza del 99,2%) di titanio hanno una resistenza alla trazione massima di circa 434 MPa, pari a quella delle comuni leghe di acciaio di bassa qualità, ma sono meno densi. Il titanio è il 60% più denso dell'alluminio, ma più del doppio della lega di alluminio 6061-T6 più comunemente usata. Il titanio utilizzato per la lega superficiale di acciaio inossidabile AISI304 era in lamiera CP-Ti, grado 2, spessore 300 µm.
Il titanio da solo è un metallo forte e leggero. È più resistente dei comuni acciai a basso tenore di carbonio, ma per il 45% più leggero. È anche due volte più resistente delle leghe di alluminio deboli ma solo il 60% più pesante. Il titanio ha un'eccezionale resistenza alla corrosione causata dall'acqua di mare e quindi viene utilizzato negli alberi dell'elica, nel sartiame e in altre parti delle imbarcazioni esposte all'acqua marina. Il titanio e le sue leghe sono utilizzati in aeroplani, missili e razzi, applicazioni in cui la forza, il peso e la resistenza alle alte temperature sono importanti. Inoltre, poiché non reagisce all'interno del corpo umano, è adoperato con le sue leghe in giunti artificiali, viti, e placche per fratture e altri impianti biologici.

## Gradi di titanio
Lo standard ASTM International sul tubo senza saldatura di titanio e lega di titanio fa riferimento alle seguenti leghe, che richiedono il seguente trattamento:
"Le leghe possono essere fornite nelle seguenti condizioni: gradi 5, 23, 24, 25, 29, 35 o 36 ricotti o invecchiati; gradi 9, 18, 28 o 38 lavorati a freddo e sottoposti a distensione o ricottura; gradi 9 , 18, 23, 28 o 29 condizione β-trasformato e gradi 19, 20 o 21 trattati con soluzione o trattati con soluzione e invecchiati."
"Nota 1: il materiale di grado H è identico al grado numerico corrispondente (ad esempio, grado 2H = grado 2) a eccezione del carico di rottura minimo garantito e può sempre essere certificato come conforme ai requisiti del grado numerico corrispondente. I gradi 2H, 7H, 16H e 26H sono destinati principalmente all'uso in recipienti a pressione."
"I gradi H sono stati aggiunti in risposta a una richiesta di associazione degli utenti basata sul suo studio di oltre 5200 rapporti di prova commerciali di grado 2, 7, 16 e 26, in cui oltre il 99% ha soddisfatto il carico di rottura minimo 58 ksi."
Grado 1
È la lega di titanio più duttile e morbida. È una buona soluzione per la lavorazione a freddo e per ambienti corrosivi. ASTM / ASME SB-265 fornisce gli standard per lastre e lastre di titanio commercialmente pure.
Grado 2
Titanio non legato, ossigeno standard.
Grado 2H
Titanio non legato (grado 2 con carico di rottura minimo pari a 58 ksi).
Grado 3
Titanio non legato, ossigeno medio.
I gradi 1-4 sono non legati e considerati commercialmente puri o "CP". Generalmente la resistenza alla trazione e allo snervamento aumenta con il numero di grado per questi gradi "puri". La differenza nelle loro proprietà fisiche è principalmente dovuta alla quantità di elementi interstiziali. Sono utilizzati per applicazioni di resistenza alla corrosione in cui costo, facilità di fabbricazione e saldatura sono importanti.
Grado 5, noto anche come Ti6Al4V, Ti-6Al-4V o Ti 6-4
Da non confondere con Ti-6Al-4V-ELI (grado 23), è la lega più comunemente usata. Ha una composizione chimica del 6% di alluminio, 4% di vanadio, 0,25% (massimo) di ferro, 0,2% (massimo) di ossigeno e il rimanente è titanio. È significativamente più forte del titanio commercialmente puro (gradi 1-4) pur avendo la stessa rigidità e proprietà termiche (esclusa la conducibilità termica, che è inferiore di circa il 60% nel grado 5 Ti rispetto al CP Ti). Tra i suoi numerosi vantaggi, è trattabile al calore. Questo grado è un'eccellente combinazione di resistenza, resistenza alla corrosione, saldatura e fabbricazione.
"Questa lega alfa-beta è la lega del cavallo di battaglia dell'industria del titanio. La lega è completamente trattabile a caldo in sezioni fino a 15 mm e viene utilizzata fino a circa 400 °C (750 °F). Dal momento che è la più comunemente usata lega (oltre il 70% di tutti i tipi di lega fusi sono un sottogrado del Ti6Al4V), i suoi usi coprono molti settori aerospaziali e componenti del motore e anche importanti applicazioni non aerospaziali nelle industrie navali, offshore ed energetiche".
"Applicazioni: lame, dischi, anelli, cornici, elementi di fissaggio, componenti. Navi, custodie, mozzi, forgiati. Impianti biomedici."
Generalmente, il Ti-6Al-4V viene utilizzato in applicazioni fino a 400 °C. Ha una densità di circa 4420 kg/m3, modulo di Young di 120 GPa e resistenza alla trazione di 1000 MPa. In confronto, l'acciaio inossidabile ricotto tipo 316 ha una densità di 8000 kg/m3, modulo di 193 GPa e resistenza alla trazione di 570 MPa. [13] La lega di alluminio 6061 temprata ha una densità di 2700 kg/m3, modulo di 69 GPa e resistenza alla trazione di 310 MPa, rispettivamente.
Ti-6Al-4V standard specifications include:
- AMS: 4911, 4928, 4965, 4967, 6930, 6931, T-9046, T9047
- ASTM: B265, B348, F1472
- MIL: T9046 T9047
- DMS: 1592, 1570

Grado 6
Contiene 5% di alluminio e 2,5% di stagno. È anche noto come Ti-5Al-2.5Sn. Questa lega viene utilizzata in aeromobili e motori a reazione grazie alla sua buona saldabilità, stabilità e resistenza a temperature elevate.
Grado 7
contiene dallo 0,12 allo 0,25% palladio. Questo grado è simile al grado 2. La piccola quantità di palladio aggiunta conferisce una maggiore resistenza alla corrosione interstiziale a basse temperature e ad alto pH.
Grado 7H
È identico al grado 7 con maggiore resistenza alla corrosione.
Grado 9
Contiene il 3,0% di alluminio e il 2,5% di vanadio. Questo grado è un compromesso tra la facilità di saldatura e produzione dei gradi "puri" e l'elevata resistenza del grado 5. È comunemente usato nei tubi degli aeromobili per l'idraulica e nelle attrezzature sportive.
Grado 11
contiene dallo 0,12 allo 0,25% di palladio. Questo grado ha migliorato la resistenza alla corrosione.
Grado 12
Contiene lo 0,3% di molibdeno e lo 0,8% di nichel.
Grado 13, 14, 15
Tutti contengono lo 0,5% di nichel e lo 0,05% rutenio.
Grado 16
Contiene dallo 0,04 allo 0,08% di palladio. Questo grado ha resistenza alla corrosione migliorata.
Grado 16H
Contiene dallo 0,04 allo 0,08% di palladio.
Grado 17
Contiene dallo 0,04 allo 0,08% di palladio. Questo grado ha migliorato la resistenza alla corrosione. 
Grado 18
contiene 3% di alluminio, 2,5% di vanadio e da 0,04 a 0,08% di palladio. Questo grado è identico al grado 9 in termini di caratteristiche meccaniche. Il palladio aggiunto gli conferisce una maggiore resistenza alla corrosione. 
Grado 19
Contiene 3% di alluminio, 8% di vanadio, 6% di cromo, 4% di zirconio e 4% di molibdeno.
Grado 20
Contiene 3% alluminio, 8% vanadio, 6% cromo, 4% zirconio, 4% molibdeno e palladio dallo 0,04% allo 0,08%.
Grado 21
Contiene il 15% di molibdeno, il 3% di alluminio, il 2,7% niobio e lo 0,25% di silicio.
Grado 23, noto anche come Ti-6Al-4V-ELI o TAV-ELI
Contiene 6% alluminio, 4% vanadio, 0,13% (massimo) di ossigeno. ELI è l'acronimo di Extra Low Interstitial. Ridotti elementi interstiziali ossigeno e ferro migliorano la duttilità e la resistenza alla frattura con una certa riduzione della resistenza. TAV-ELI è la lega di titanio a uso medico più comunemente utilizzata.
Le specifiche standard del Ti-6Al-4V-ELI includono:
- AMS: 4907, 4930, 6932, T9046, T9047
- ASTM: B265, B348, F136
- MIL: T9046 T9047

Grado 24
Contiene il 6% di alluminio, il 4% di vanadio e dallo 0,04% allo 0,08% di palladio.
Grado 25
Contiene il 6% di alluminio, il 4% di vanadio e dallo 0,3% allo 0,8% di nichel e dallo 0,04% allo 0,08% di palladio.
Grado 26, 26H e 27
Tutti contengono dallo 0,08 allo 0,14% di rutenio.
Grado 28
Contiene 3% di alluminio, 2,5% di vanadio e 0,08-0,14% di rutenio.
Grado 29
Contiene il 6% di alluminio, il 4% di vanadio e lo 0,08-0,14% di rutenio.
Grado 30 e 31
Contiene lo 0,3% di cobalto e lo 0,05% di palladio.
Grado 32
Contiene 5% di alluminio, 1% di stagno, 1% di zirconio, 1% di vanadio e 0,8% di molibdeno.
Grado 33 e 34
Contiene 0,4% di nichel, 0,015% di palladio, 0,025% di rutenio e 0,15% di cromo. 
Grado 35
Contiene 4,5% alluminio, 2% molibdeno, 1,6% vanadio, 0,5% ferro e 0,3% silicio.
Grado 36
Contiene il 45% di niobio.
Grado 37
Contiene 1,5% di alluminio.
Grado 38
Contiene 4% di alluminio, 2,5% di vanadio e 1,5% di ferro. Questo grado è stato sviluppato negli anni '90 per l'uso come armatura. Il ferro riduce la quantità di Vanadio necessaria come stabilizzatore beta. Le sue proprietà meccaniche sono molto simili al grado 5, ma hanno una buona lavorabilità a freddo simile al grado 9.

## Trattamenti termici
Le leghe di titanio sono trattate termicamente per una serie di motivi, i principali sono aumentare la resistenza mediante il trattamento della soluzione e l'invecchiamento, nonché ottimizzare le proprietà speciali, come la resistenza alla frattura, la resistenza a fatica e la resistenza al creep ad alta temperatura.
Le leghe alfa e quasi alfa non possono essere radicalmente modificate dal trattamento termico. La riduzione dello stress e la ricottura sono i processi che possono essere impiegati per questa classe di leghe di titanio. I cicli di trattamento termico per le leghe beta differiscono significativamente da quelli per le leghe alfa e alfa-beta. Le leghe beta non possono solo essere alleviate o ricotte, ma possono anche essere trattate in soluzione e invecchiate. Le leghe alfa-beta sono leghe a due fasi, comprendendo entrambe le fasi alfa e beta a temperatura ambiente. Le composizioni di fase, le dimensioni e le distribuzioni delle fasi nelle leghe alfa-beta possono essere manipolate entro certi limiti mediante trattamento termico, permettendo così la personalizzazione delle proprietà.
Leghe alfa e quasi alfaLa microstruttura delle leghe alfa non può essere fortemente manipolata dal trattamento termico poiché le leghe alfa non subiscono cambiamenti di fase significativi. Di conseguenza, non è possibile acquisire elevata resistenza per le leghe alfa mediante trattamento termico. Tuttavia, le leghe alfa e quasi alfa di titanio possono essere alleviate e ricotte.
Leghe alfa-betaFunzionando oltre al trattamento termico delle leghe alfa-beta al di sotto o al di sopra della temperatura di transizione alfa-beta, è possibile ottenere grandi cambiamenti microstrutturali. Ciò può dare un indurimento sostanziale del materiale. Il trattamento con soluzione più l'invecchiamento viene utilizzato per produrre i massimi punti di forza nelle leghe alfa-beta. Inoltre, per questo gruppo di leghe di titanio vengono praticati anche altri trattamenti termici, inclusi i trattamenti termici antistress.
Leghe betaNelle leghe beta commerciali, è possibile combinare trattamenti antistress e di invecchiamento.

## Leghe di titanio utilizzate biomedicalmente

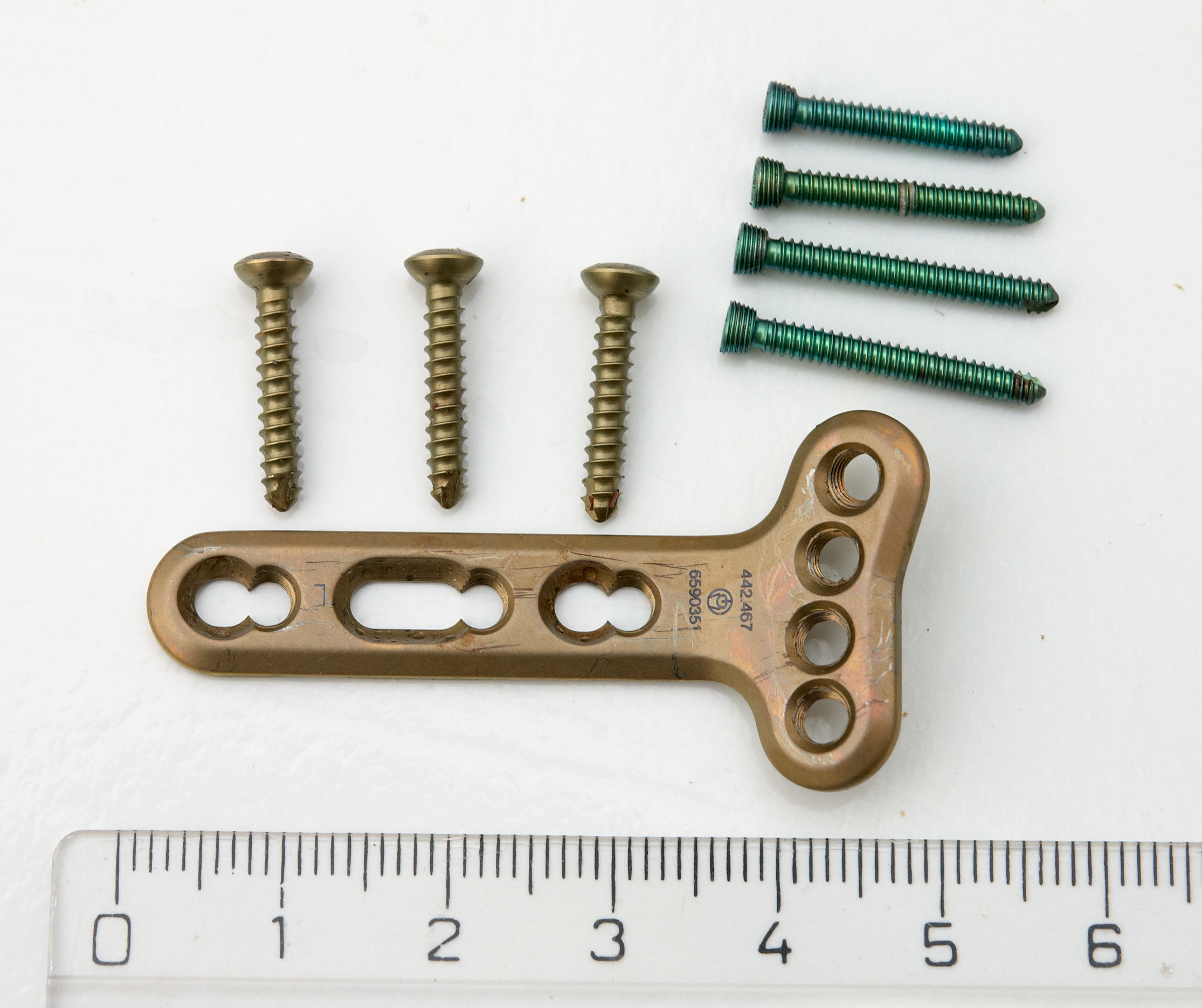
Placca in titanio per polso

Le leghe di titanio sono state ampiamente utilizzate per la produzione di protesi articolari ortopediche metalliche e interventi chirurgici sulla placca ossea. Normalmente sono prodotti a partire da barre in ghisa o lavorate mediante CNC, lavorazioni CAD o produzione di metallurgia delle polveri. Ciascuna di queste tecniche presenta vantaggi e svantaggi intrinseci. I prodotti lavorati presentano un'estesa perdita di materiale durante la lavorazione nella forma finale del prodotto e per i campioni di fusione l'acquisizione di un prodotto nella sua forma finale limita in qualche modo ulteriori processi e trattamenti (ad es. Indurimento per precipitazione), ma la fusione è più efficace per il materiale. I metodi tradizionali di metallurgia delle polveri sono anche più efficienti dal punto di vista dei materiali, tuttavia l'acquisizione di prodotti completamente densi può essere un problema comune.
Con l'emergere della solida fabbricazione a forma libera (stampa 3D) è stata realizzata la possibilità di produrre impianti biomedici personalizzati (ad es. Articolazioni dell'anca). Sebbene non sia attualmente applicato su larga scala, i metodi di fabbricazione a forma libera offrono la possibilità di riciclare la polvere di scarto (dal processo di fabbricazione) e rendono selettiva la personalizzazione delle proprietà desiderabili e quindi le prestazioni dell'impianto. La fusione a fascio di elettroni (EBM) e la fusione laser selettiva (SLM) sono due metodi applicabili per la fabbricazione a mano libera di leghe di Ti. I parametri di produzione influenzano notevolmente la microstruttura del prodotto, dove ad es. una velocità di raffreddamento rapida in combinazione con un basso grado di fusione in SLM porta alla formazione predominante della fase alfa-primitiva martensitica, dando un prodotto molto duro.
Ti-6Al-4V / Ti-6Al-4V-ELIQuesta lega ha una buona biocompatibilità e non è né citotossica né genotossica. Ti-6Al-4V soffre di scarsa resistenza al taglio e scarse proprietà di usura superficiale in determinate condizioni di carico:
Biocompatibilità: eccellente, soprattutto quando è richiesto il contatto diretto con tessuti o ossa. La scarsa resistenza al taglio di Ti-6Al-4V lo rende indesiderabile per viti o placche ossee. Ha anche scarse proprietà di usura superficiale e tende a gripparsi quando è in contatto scorrevole con sé stesso e altri metalli. I trattamenti superficiali come nitrurazione e ossidazione possono migliorare le proprietà di usura della superficie.
Ti-6Al-7NbQuesta lega è stata sviluppata come sostituto biomedico di Ti-6Al-4V, perché Ti-6Al-4V contiene vanadio, un elemento che ha dimostrato esiti citotossici quando isolato.
Ti-6Al-7Nb contiene 6% di alluminio e 7 % niobio. Ti6Al7Nb è una lega di titanio dedicata ad alta resistenza con eccellente biocompatibilità per impianti chirurgici. Utilizzato per la sostituzione delle articolazioni dell'anca, è stato in uso clinico dall'inizio del 1986.